# Des principes de la guerre

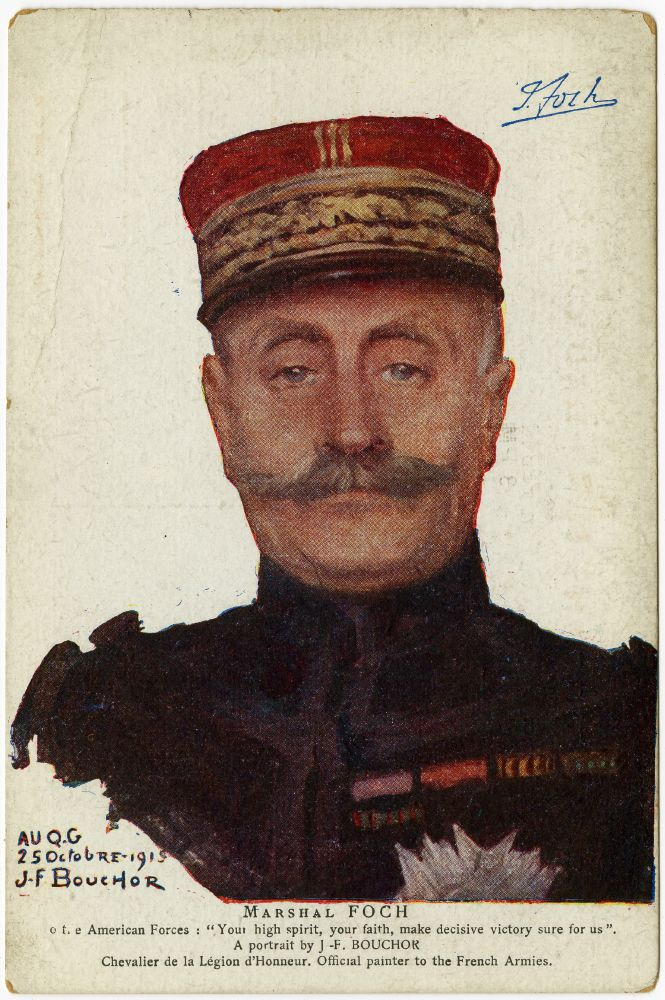
Ferdinand Foch

Des principes de la guerre („Über die Prinzipien des Krieges“) ist eine militärtheoretische Schrift des französischen Militärhistorikers und Marschalls von Frankreich Ferdinand Foch. Sie wurde erstmals 1903 veröffentlicht und entwickelte sich schnell zum Hauptausbildungswerk an der Pariser École de guerre, an der Foch selbst als Lehrer für Taktik tätig war. In dem Buch arbeitet Foch verschiedene allgemein gültige Gesichtspunkte heraus, die typisch für die Entwicklung und den Ablauf alle kriegerischen Konflikte sind. Als Grundlage hierfür dienten ihm die Erkenntnisse aus Napoleon Bonapartes Kriegen sowie die Lehren aus den Werken von Carl von Clausewitz, letztere waren damals in Frankreich kaum bekannt. Das Werk beeinflusste die Ausbildung und die taktische Vorgehensweise der französischen Armee vor dem Ersten Weltkrieg maßgeblich und ist teilweise bis heute in der französischen Armee von Bedeutung. Kritisch wird gesehen, dass die von Fochs präferierte offensive Angriffstaktik zu extrem hohen Menschenverlusten geführt hätte. So verlor die französische Armee allein im ersten Monat des Ersten Weltkrieges circa 260.000 Mann, davon 140.000 in vier Tagen.

## Inhalt: Die Hauptprinzipien des Krieges

### L’économie des forces (kluger Einsatz der Ressourcen)
Grundsätzlich ist in einem Konflikt immer mit einem Mangel an Ressourcen zu rechnen. Daher gehört es zu den Hauptaufgaben eines Strategen, die vorhandenen Ressourcen auf die bestmögliche Weise einzusetzen.

### La liberté d’action (Handlungs- und Entscheidungsfreiheit)
Sichergestellt muss in einem militärischen Modell, dass der Stratege genauso handeln kann, wie es für ihn richtig erscheint. Hierzu sollen die erforderlichen Bedingungen geschaffen werden.

### La sûreté (Absicherung)
Die Handlungsfreiheit kann nur gewahrt werden, wenn das Zusammenspiel von Vorhut, rückwärtiger Absicherung, Nachhut und Flankenschutz gewährleistet ist.

### La concentration des efforts (Bündelung der Kräfte)
Für Foch war dieser Punkt herausragend, es geht um die effiziente Nutzung aller Ressourcen durch die Strategien, die durch eine taugliche Kommunikation der verschiedenen Bereiche zu gewährleisten ist.

## Beurteilung
Foch veröffentlichte 1904 ein weiteres Buch zu dem Themengebiet mit dem Titel «La conduite de la guerre» („Die Führung des Krieges“). In der Fachwelt hatte Foch seinerzeit ein hohes Ansehen und wurde sogar als einer der „originellsten militärischen Denker seiner Generation“ bezeichnet. Die Entwicklungen im Russisch-Japanischen Krieg von 1904 wurden in Frankreich weitestgehend ignoriert. Die Auswirkungen des Einsatzes von Maschinengewehren wurde überhaupt nicht in Betracht gezogen. Dies führte dazu, dass Fochs Planungen nach dem Krieg kritisch beurteilt wurden. Sowohl Marc Bloch als auch Basil H. Liddell Hart kritisierten, dass Foch die technologischen Entwicklung ignoriert habe und Krieg im Stil der napoleonischen Zeit führen wollte. Deswegen sei Fochs Militärplanung ein Hauptgrund für die horrenden Verluste der französischen Armee.